# Крапивенский уезд
Крапивенский уезд — административно-территориальная единица в составе Московской и Тульской губерний Российской империи и РСФСР, существовавшая в 1727—1926 годах. Уездный город — Крапивна.

## История
Крапивенский уезд известен с допетровских времён. В 1708 году уезд был упразднён, а город Крапивна отнесён к Московской губернии. В 1719 году при разделении губерний на провинции отнесён к Тульской провинции. В 1727 году уезд в составе Московской провинции был восстановлен.
Согласно другим источникам, 
Крапивенский уезд создан в 1708 г. путём переименования Соловского уезда с центром в городе Кра-пивне в составе Московской губернии, по Указу 1719 года мая 29 дня – в составе Тульской провинции Москов-ской губернии, с 1777 г. – в составе Тульского наместничества. Крапивенский (Соловской) уезд в 18 в. включал в себя 4 стана: Засоловский, Окологородный, Псовский и Ко(а)рницкий.
В 1777 году уезд отнесён к Тульскому наместничеству.
В 1796 упразднён, восстановлен в 1802 году в составе Тульской губернии.
В 1923 году центр уезда перенесён в село Сергиевское.
В июле 1924 года уезд разделён на 5 районов: Московско-Крапивенский, Лапотковский, Сергиевский, Тепло-Огаревский (центр — с. Огарево) и Щёкинский.
20 июня 1924 года Крапивенский уезд был переименован в Плавский. Тогда же Щёкинский район был передан в Тульский уезд, а в состав Плавского уезда вошли Алексеевский, Липицкий, Мещеринский, Тургеневский и Чернский районы упразднённого Чернского уезда и Дряплово-Ивицкий район упраздненного Одоевского уезда.
В августе 1925 года были упразднены Дряплово-Ивицкий, Мещеринский и Алексеевский районы.
6 января 1926 года Плавский уезд был упразднён, его районы вошли в прямое подчинение Тульской губернии.

## Административное деление
В начале 18 в. Крапивенский уезд делился на станы: Засоловский, Окологородный, Псовский и Корницкий/Карницкий.
В 1890 году в состав уезда входило 22 волости
| № п/п | Волость            | Волостное правление | Число селений | Население |
| ----- | ------------------ | ------------------- | ------------- | --------- |
| 1     | Архангельская      | с. Архангельское    | 5             | 2424      |
| 2     | Голощаповская      | с. Голощапово       | 8             | 3954      |
| 3     | Даниловская        | д. Даниловка        | 6             | 2203      |
| 4     | Должанская         | с. Смирновка        | 21            | 5047      |
| 5     | Иконская           | с. Иконки           | 17            | 2743      |
| 6     | Кобелевская        | с. Кобелево         | 8             | 2731      |
| 7     | Костомаровская     | с. Костомарово      | 27            | 5915      |
| 8     | Краснинская        | с. Красное          | 11            | 4408      |
| 9     | Красногорская      | с. Красногорье      | 14            | 5403      |
| 10    | Ламинцевская       | с. Ломинцево        | 19            | 5189      |
| 11    | Лапотковская       | с. Лапотково        | 15            | 4812      |
| 12    | Московская         | сл. Московская      | 18            | 8148      |
| 13    | Нарышкинская       | с. Нарышкино        | 11            | 5513      |
| 14    | Переволокская      | с. Селиваново       | 17            | 4443      |
| 15    | Пирогово-Зыковская | с. Пирогово-Зыково  | 9             | 2416      |
| 16    | Потемкинская       | с. Потемкино        | 18            | 5710      |
| 17    | Ржавская           | с. Ржаво            | 6             | 2928      |
| 18    | Сарочинская        | с. Сорочинка        | 8             | 3453      |
| 19    | Сергиевская        | с. Сергиевское      | 8             | 6490      |
| 20    | Спасская           | с. Спасское         | 13            | 4543      |
| 21    | Царевская          | с. Царево           | 10            | 5195      |
| 22    | Ясенковская        | с. Ясенки           | 22            | 4163      |

В 1913 году в уезде так же было 22 волости.

## Население
По данным переписи 1897 года в уезде проживало 102 926 чел. В том числе русские — 99,8 %. В уездном городе Крапивне проживало 6 146 чел.

## Уездные предводители дворянства[6]
| Фамилия, Имя, Отчество              | Чин                              | Года      |
| ----------------------------------- | -------------------------------- | --------- |
| Волконский Сергей Фёдорович (князь) | Генерал-майор                    | 1770-1780 |
| Бибиков Николай Дмитриевич          | Секунд-майор                     | 1780-1789 |
| Щелин Матвей Антонович              | Полковник                        | 1789-1795 |
| Сатин Иван Александрович            | Подполковник                     | 1795-1801 |
| Сатин Михаил Александрович          | Титулярный советник              | 1801-1806 |
| Темяшев Алексей Ионович             | Надворный советник               | 1806-1809 |
| Сысоев Павел Петрович               | Артиллерии майор                 | 1809-1812 |
| Темяшев Алексей Ионович             | Надворный советник               | 1812-1817 |
| Анохин Сергей Петрович              | Статский советник                | 1817-1820 |
| Извольский Иван Михайлович          | Штабс-ротмистр                   | 1820-1825 |
| Щелин Александр Матвеевич           | Штабс-капитан                    | 1825-1835 |
| Воронцов-Вельяминов Павел Петрович  | Штабс-ротмистр                   | 1835-1846 |
| Ивашкин Григорий Петрович           | Ротмистр                         | 1846-1849 |
| Щелин Дмитрий Матвеевич             | Штабс-ротмистр                   | 1849-1866 |
| Лонгинов Михаил Николаевич          | Действительный статский советник | 1866-1867 |
| Крюков Николай Николаевич           | Коллежский асессор               | 1867-1873 |
| Плещеев Василий Петрович            | Штабс-ротмистр                   | 1873-1874 |
| Хомяков Александр Васильевич        | Штабс-ротмистр                   | 1874-1876 |
| Долинино-Иванский Михаил Андреевич  | Статский советник                | 1876-1878 |
| Игнатьев Алексей Григорьевич        | Поручик                          | 1878-1881 |
| Толстой Сергей Николаевич (граф)    | Штабс-капитан                    | 1881-1882 |
| Толстой Сергей Николаевич           | Штабс-капитан                    | 1882-1885 |
| Левашов Владимир Александрович      | Тайный советник                  | 1885-1890 |
| Поляков Александр Иванович          | Действительный статский советник | 1890-1891 |
| Крюков Николай Николаевич           | Коллежский асессор               | 1891-1894 |
| Поляков Александр Иванович          | Действительный статский советник | 1894-1900 |
| Гвоздев Алексей Алексеевич          | Действительный статский советник | 1900-1906 |
| Долинино-Иванский Иван Михайлович   | Поручик                          | 1906-     |